# Kandern
Kandern település Németországban, azon belül Baden-Württembergben. Lakosainak száma 8456 fő (2023. december 31.). Kandern Lörrach és Steinen községekkel határos.

## Népesség
A település népessége az elmúlt években az alábbi módon változott:
| Lakosok száma | 6159 | 6173 | 6239 | 6378 | 6844 | 7603 | 7885 | 8059 | 8135 | 8456 |
|               | 1961 | 1967 | 1974 | 1980 | 1987 | 1993 | 2000 | 2006 | 2013 | 2023 |